# Czekając na Joe
Czekając na Joe (ang Touching the Void) – brytyjsko-amerykański film dokumentalno-fabularny z 2003 roku w reżyserii Kevina Macdonalda. Akcja filmu opisuje wyprawę dwójki alpinistów w Andy Peruwiańskie. Sceny wspinaczki, odgrywane przez aktorów w oryginalnej scenerii, przerywane są komentarzami uczestników wydarzeń z roku 1985 – Simona Yatesa, Joe Simpsona i Richarda Hawkinga.
Jest to ekranizacja książki autorstwa Joe Simpsona, która została wydana w Polsce pod tytułem Dotknięcie pustki. Zdjęcia kręcono w Peru, Szwajcarii (Grindelwald) oraz we Francji (Chamonix-Mont-Blanc).

## Obsada
- Nicholas Aaron – Simon Yates
- Brendan Mackey – Joe Simpson
- Ollie Ryall – Richard Hawking
- Simon Yates – on sam
- Joe Simpson – on sam
- Richard Hawking – on sam

## Opis fabuły
Dwóch alpinistów wyrusza na niebezpieczną górską wyprawę. Zamierzają zdobyć szczyt Siula Grande (6344 m n.p.m.) od strony zachodniej, który to szlak nie był wcześniej zdobyty. Opis wyprawy rozpoczyna się u podnóży góry, kiedy to para wspinaczy dociera do jeziora polodowcowego, gdzie rozbija obóz aklimatyzacyjny. Do tego momentu towarzyszy im podróżnik Richard Hawking, który zgadza się pilnować obozowiska w czasie wyjścia Simpsona i Yatesa w wysokie góry.
Ekspedycja zgodnie z planem przekracza lodowiec u podnóża góry, walcząc z niedostatkiem płynów i pogodą podchodzi na szczyt. W czasie zejścia dochodzi do wypadku – na skutek załamania się nawisu śnieżnego, Joe Simpson niefortunnie spada o kilka metrów, a przy lądowaniu jego piszczel wbija się w kość udową. Alpiniści mają trudny wybór: jeśli będą próbować wracać razem, to najprawdopodobniej obaj umrą. Z kolei pozostawienie partnera jest dla Simona decyzją nie do przyjęcia moralnie. Decydują się na ryzykowny manewr – Simon będzie opuszczał Joe na linie po pochyłej ścianie pokrytej zmrożonym śniegiem, po opuszczeniu go na całą długość liny Joe miał robić sobie stanowisko w śniegu i czekać, aż Simon do niego dołączy. Problemem był fakt, że mieli dwie liny, które związali razem, aby móc rzadziej robić przerwy w opuszczaniu. Węzeł, który powstał na złączeniu, nie mógł przejść przez przyrząd asekuracyjny, więc w połowie zjazdu Joe musiał odciążać linę, czekać, aż Simon przepnie linę za węzeł i zjeżdżać dalej.
W czasie jednego z takich zjazdów Joe spadł z urwiska, którego alpiniści się w tym miejscu nie spodziewali. Simon nie wiedział co się stało, czemu Joe tak mocno obciążył linę, gdyż był kilkadziesiąt metrów wyżej, a do tego sytuacja zdarzyła się po zmroku. Sytuacja była patowa – Simon nie wiedział co robić, a Joe wisiał kilkanaście metrów nad ziemią, nie mogąc nic zrobić. Dodatkowo, "gniazdo", które Simon sobie zbudował w śniegu, aby móc opuszczać Joe, robiło się coraz słabsze. Joe próbował podciągnąć się metodą prusikowania, lecz jego palce były zmrożone i linka wypadła mu z ręki. Simon podjął decyzję, za którą był po powrocie do cywilizacji krytykowany i poddany środowiskowemu ostracyzmowi: odciął linę, na której wisiał Joe – było to jedyne rozwiązanie, które pozwalało choćby jednemu z nich przeżyć. Simon rozpoczął zejście z grani, natomiast Joe wpadł do lodowej szczeliny, kilkanaście metrów niżej. Szczelina ta, która była istnym labiryntem, miała wyjście na niższym poziomie. Wyjście to pozwoliło Joe na wydostanie się z pułapki.
Po wyjściu ze szczeliny Joe miał jeszcze wiele kilometrów do przejścia, a raczej przeczołgania się, gdyż jego złamana noga nie pozwalała na inny sposób poruszania się. Na lodowcu poruszał się w pozycji siedzącej, odpychając się zdrową nogą, lecz po dojściu do rumowiska na skraju lodowca musiał znaleźć sposób, aby poruszać się ograniczając do minimum ból zranionej nogi.
Simon Yates, po dojściu do obozowiska, opowiedział wszystko oczekującemu Richardowi. Obaj byli przekonani, że Joe zginął przy upadku i nie planowali na niego czekać. Mimo to, Simon odsuwał moment spakowania się i powrotu w doliny w przyszłość.
Joe, walcząc z głodem, pragnieniem i bólem, w stanie wycieńczenia fizycznego i psychicznego, dotarł do obozowiska w noc poprzedzającą planowany powrót Simona do domu.

## Dodatki na DVD
- Co się stało później – opowieść Joe Simpsona i Simona Yatesa o wydarzeniach po zwinięciu obozowiska
- Powrót na Siula Grande – Joe Simpson i Simon Yates, jako konsultanci, powracają na Siula Grande przy okazji kręcenia filmu. Jak się okazuje, powrót ten budzi w nich wiele emocji.
- Znani o filmie – wypowiedzi znanych osób (lecz w większości nie alpinistów) na temat filmu.